# Banca Arnús
La Banca Arnús fou una entitat financera fundada el 1910 per Gonçal Arnús i absorbida pel Banco Central el 1947, tot i que tenia un precedent en el negoci de corretatge borsari i de banca fundat pel seu avi Evarist Arnús el 1846.

## Història

### Casa de banca d'Evarist Arnús
Entre el 1840 i el 1843, Evarist Arnús i de Ferrer va ser funcionari de l'Ajuntament de Barcelona de l'àmbit d'Hisenda, i aprofitant l'auge de la borsa durant la dècada moderada va iniciar-se en el món borsari barceloní. Primer va treballar com a col·laborador de diversos corredors de canvis, i més tard, el 1846, coincidit amb l'any del crac de la Borsa de Madrid, va començar a actuar de manera independent i va establir la seva pròpia corredoria. El 15 de març del mateix any va ser admès al Col·legi de Corredors Reials de Canvis de Barcelona, institució amb la qual va tenir vinculació fins al 1887.
Durant els primers anys va anar escalant posicions i augmentant el seu prestigi fins que va establir la seva pròpia casa de banca, que va especialitzar-se en inversions borsàries, operant a Barcelona, Madrid i París, i que va esdevenir una de les principals de Catalunya. El 1860 va ser un dels promotors del Casino Mercantil, i va aprofitar el període de la febre d'or per fer negocis profitosos. Va imprimir a l'estalvi català una preferència cap als valors de renda fixa, especialment en obligacions ferroviàries, però sempre evitant les operacions de crèdit.
El 1871 va traslladar el seu despatx al núm. 3 del passatge del Rellotge, construït el 1864 en societat amb el paleta Martí Codina i Cruspinera.

### Manuel Arnús i Cia
El seu fill Emili Arnús i Oliveras mai va tenir interès en continuar els seus negocis financers, i això va fer que Evarist Arnús llegués la banca i els valors borsaris al seu nebot Manuel Arnús i Fortuny i al que havia estat el seu apoderat, Josep Garí i Cañas, que a partir de la mort del fundador el 1890 en van continuar l'activitat sota la raó social Manuel Arnús i Cia.
Tanmateix, Arnús va deixar en herència l'emblemàtica seu al seu net Gonçal Arnús i Pallós, que en morir el seu pare Emili el 1908, demanà l'execució del testament de l'avi. Com que Manuel s'hi oposà, i les dues parts no van arribar a un acord, aquest va dissoldre la societat i es traslladà a un altre local, fundant la Societat Anònima Arnús-Garí.

### Banca Arnús
Per la seva banda, Gonçal, aconsellat pel seu amic i advocat Francesc Cambó, decidí fundar el 1910 la Banca Arnús, amb un capital de 10 milions de pessetes: «Alguns periódichs de Catalunya han publicat la liquidació de la Casa «Arnús y C.ª» en termes que entranyan la idea que la desaparició de la Casa Arnús, fundada el 1846 per D. Evarist Arnús, de preclara memoria y domiciliada a Barcelona Passatge del Rellotge. Res d'axó: la Casa Arnús en virtut de disposició testamentaria de D. Evarist a favor de son net y hereu Don Gonzal Arnús, segueix com sempre dedicada als meteixos negocis de Banca y Borsa, y en el meteix domicili del Passatje del Rellotge, baix la rahó social de «Banca Arnús, Sucesora de Evaristo Arnús» havent augmentat son capital fins a 10 milions de ptes. pera millor atendrer a les necessitats crexents de la banca moderna.»
Amb tot, no va comptar amb capital català, perquè la burgesia del moment no hi mostrà interès, i hagué de basar-se en el grup financer francès Périer et Cie (futura Bauer, Marchal et Cie) de París, amb una participació del 85%. El seu primer consell d'administració estava presidit per Henri Bauer, i el vicepresident era Gonçal Arnús.
El 1918, el banc va obrir una nova seu a la Plaça de Catalunya, mantenint alhora l'antiga.
El 1931, després de la fallida de la banca Bauer i Cia a Madrid (representants dels Rothschild a Espanya), el grup francès va vendre el seu paquet d'accions a un grup d'inversors format pel Banc Hispano Colonial, el Banc de Catalunya i la Banca López Bru, que van nomenar un nou consell d'administració, presidit per Ignasi Coll i Portabella. El 1933, els nous regents van impulsar la fusió amb l'Hispano-Colonial, però van trobar l'oposició del Banc de França, dipositari dels títols de l'accionariat francès en garantia de crèdits concedits a la banca Bauer-Marchal: «Se considera como oficial la noticia de que la fusión de estas dos entidades que se decía se preparaba para el otoño, ha quedado paralizada por haber surgido algunas dificultades emanadas del Banco de Francia, que tiene en garantía, como es sabido, un gran paquete de acciones de la Banca Arnús, a resultas de operaciones realizadas por el grupo financiero Bauer-Marshall, interesado en la Banca indicada.»
Finalment, l'any 1947, el Banco Central va absorbir la Banca Arnús, i l'edifici de la plaça de Catalunya es convertí en la seva seu a Catalunya.

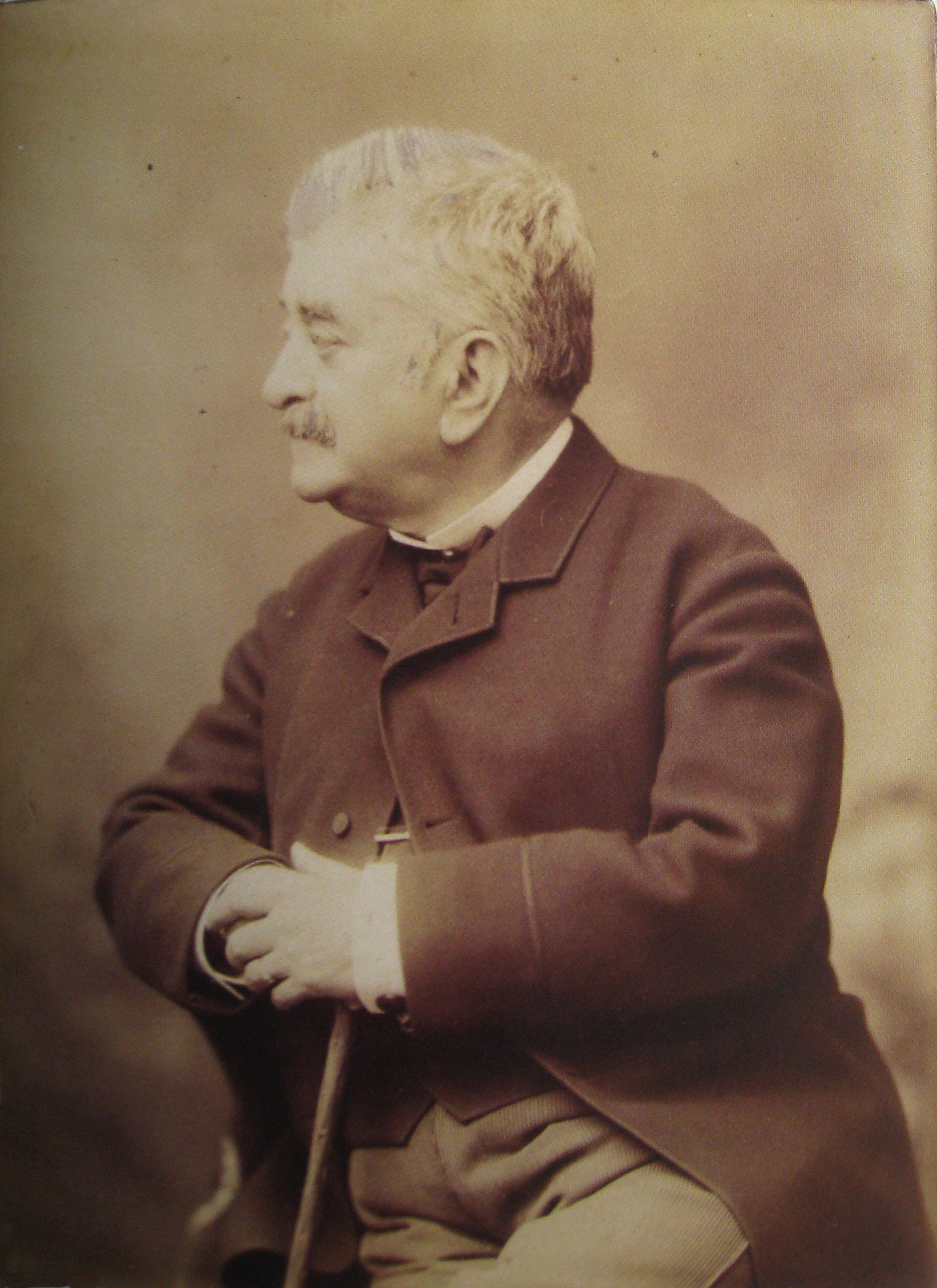
Evarist Arnús i de Ferrer fotografiat pels Napoleon el 1886

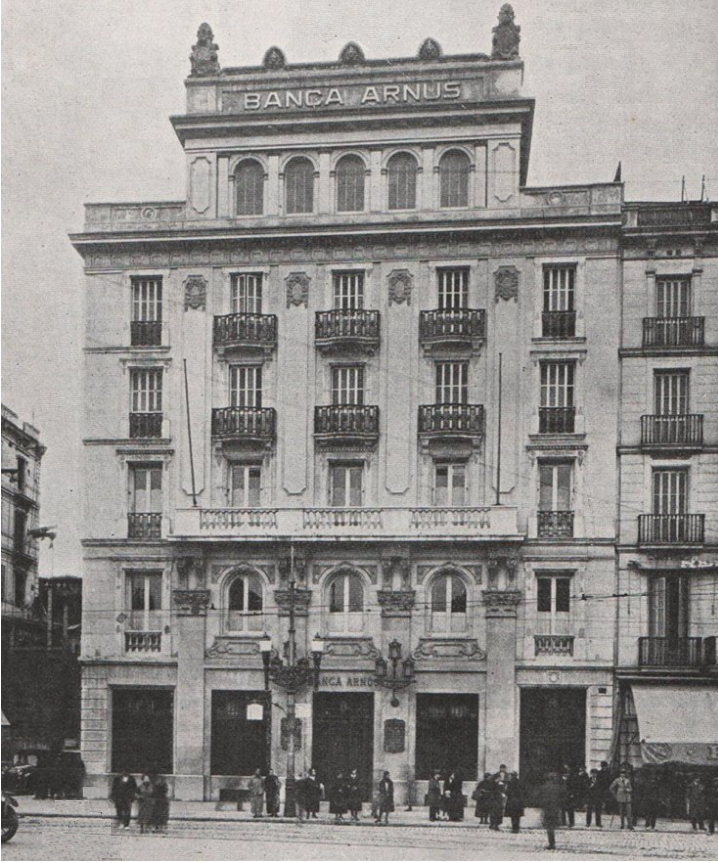
Nova seu a la Plaça de Catalunya, 22